# Rolf Schleicher
Rolf Schleicher (geboren 14. August 1930 in Suhl in Thüringen; gestorben 19. Mai 2019) war ein deutscher Offizier und Chefredakteur der DDR-Wochenzeitschrift Volksarmee.

## Leben
Rolf Schleicher war das erste Kind einer Arbeiterfamilie. Nach dem Besuch der Grund- und Mittelschule begann er wenige Wochen nach dem Ende des Zweiten Weltkrieges am 1. August 1945 eine Ausbildung als Kfz-Schlosser, die er nach drei Jahren vorzeitig abschloss. Während seiner Lehre sowie als Geselle engagierte er sich für die Arbeitsrechte seiner Kollegen. 1949 wurde er Mitglied der Freien Deutschen Jugend (FDJ) in der Kreisleitung Suhl.
Am 23. November desselben Jahres trat er der Sozialistischen Einheitspartei Deutschlands (SED) und der Deutschen Volkspolizei bei.
Im Februar 1950 wurde Schleicher zur Hauptverwaltung Ausbildung abkommandiert, durchlief einen „Heranbildungslehrgang für Politoffiziere“ in Burg bei Magdeburg und wurde anschließend als solcher in verschiedenen Stellungen der Nationalen Volksarmee (NVA) eingesetzt. Im September 1953 wurde er zur 4. Motorisierten Schützendivision (MSD) nach Erfurt versetzt, wo er etwa 3 Jahre als Sekretär der Redaktion der Divisionszeitung arbeitete. Am 1. September 1956 wurde er in die Redaktion der Wochenzeitschrift Volksarmee versetzt, in der er die nächsten 15 Jahre verschiedene Abteilungen leitete.
Zum 1. Mai 1971 wurde Schleicher stellvertretender Chefredakteur der Volksarmee.
Vom 1. August 1980 bis zum 1. März 1990 war Schleicher Chefredakteur der Zeitschrift.
Schleicher wurde mit dem Kampforden „Für Verdienste um Volk und Vaterland“ in Silber ausgezeichnet.
Nach Schleichers Tod 2019 wurde für den Verstorbenen eine Trauerfeier auf dem Waldkirchhof Mahlsdorf organisiert.